# Krónika (műfaj)

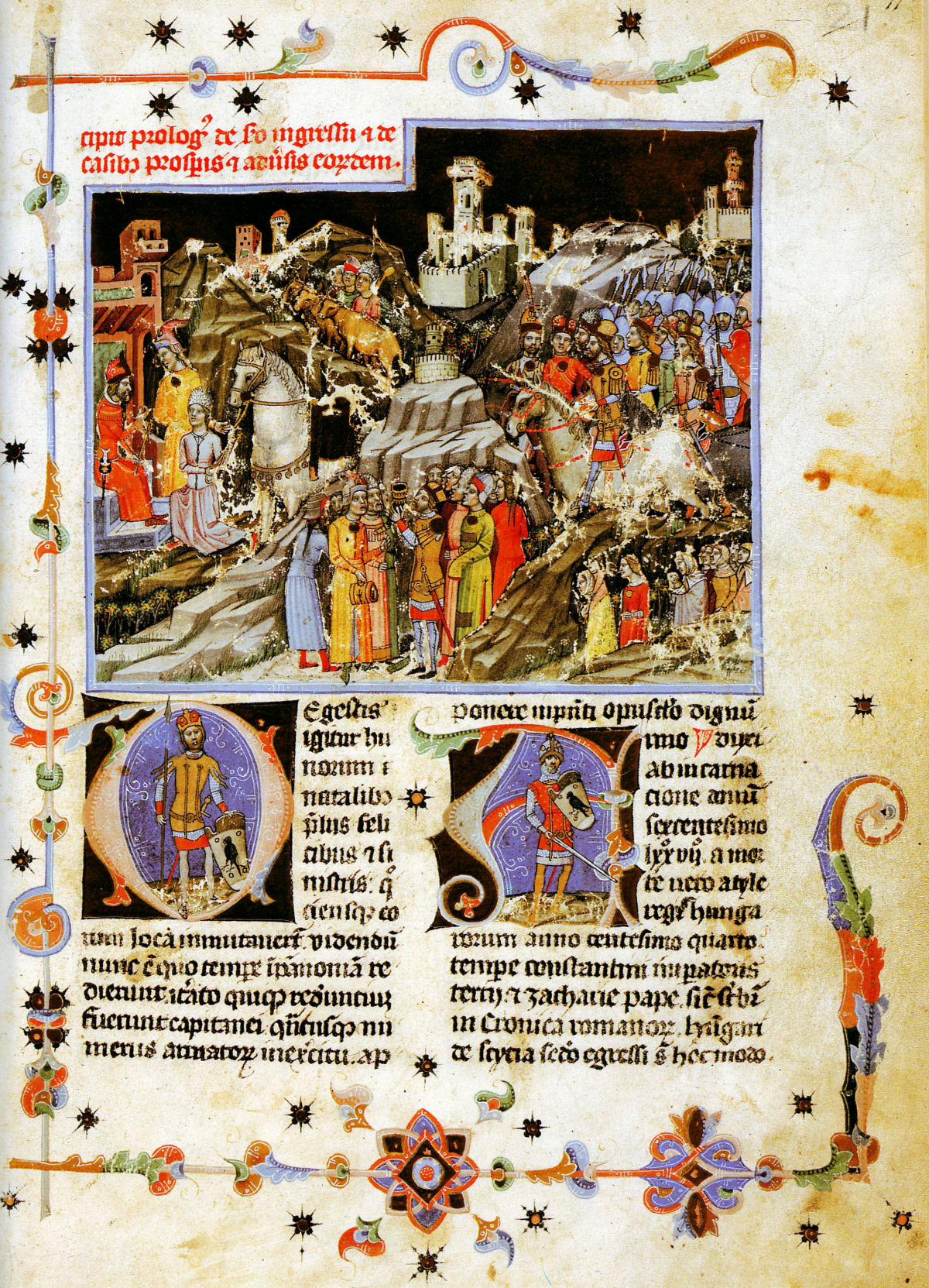
A Képes krónika (Chronicon Pictum) egy díszes lapja

A krónika görög eredetű szó (kronosz-idő -> khronikosz-idő szerinti), a latin chronica megfelelője. A középkor jellegzetes történeti műfaja. Az annalesből (=évkönyvek) fejlődött ki. Fejlettebb formája a geszta (latinul gesta, azaz valakinek vagy valakiknek a cselekedetei). A krónikákban az eseményeket időrendi sorrendben, rendszerezés, magyarázat, összefoglalás nélkül jegyezték föl. Készítőik, a krónikások többnyire egyházi emberek voltak. A művek elnevezése nem mindig felel meg tartalmuknak. Anonymus és Kézai Simon Gesta Hungaroruma műfajilag krónika, Kálti Márk, Thuróczi János Chronica Hungaroruma pedig geszta. A középkor óta is használják a krónika szót a legkülönbözőbb szépirodalmi és tudományos művek címében.

## Fontosabb fönnmaradt magyar, ill. magyar vonatkozású történeti művek a 15. század végéig
- VII. (Bíborbanszületett) Kónsztantinosz: A birodalom kormányzása (De Administrando Imperii, 10. század)
- Ibn Ruszta: Az értékes drágagyöngyök könyve
- Bölcs Leo: Taktika
- Gardizi: Utak és országok
- Cosmas cseh krónikája (Cosmae Chronica Bohemorum, 12. század eleje)
- Orosz őskrónika (Nyesztor-krónika, 1110-es évek)
- Gallus Anonymus: Lengyel krónika (1110-es évek)
- Anonymus: Gesta Hungarorum (1200 körül)
- Pozsonyi évkönyv (Annales Posoniensis, 1203)
- Rogerius mester: Siralmas ének (Carmen Miserabile, 1240-es évek)
- Spalatói Tamás: A tatárjárás története
- Kézai Simon: Gesta Hungarorum (1280-as évek)
- I. Károly kori budai minorita krónikája (Budai krónika családja: Sambucus (Zsámboky)-, Acephalus-kódex, Római kódex, Dubnici Krónika kódexe; 1330-as évek)
- Kálti Márk: Képes krónika és családja: Csepreghy-kódex, Teleki-kódex, Thuróczi-kódex, Béldi-kódex; 1360 körül
- Küküllei János: Lajos király-életrajza (Chronicon de Ludovico rege, 1380-as évek vége)
- Monaci Lőrinc (Lorenzo de Monaci): II. (Kis) Károly története (1390 körül)
- Drági-féle kompendium (1460)
- Hess András: Chronica Hungarorum (Budai krónika, 1473)
- Dubnici krónika (Cronica de gestis Hungarorum, 1476)
- Thuróczi János: Chronica Hungarorum (1488)
- Petrus Ransanus: Epithoma rerum Hungaricarum ( A magyarok történetének rövid foglalata, 1490 körül)
- Antonio Bonfini: Rerum Hungaricarum decades (1500 körül)

## Legkorábbi fönnmaradt művek egyes kategóriákban
- Történetírás: Anonymus: Gesta Hungarorum (1200 körül)
- Világi életrajz: Küküllei János: Lajos király-életrajza (1380-as évek vége)
- Nyomtatott könyv: Hess András: Chronica Hungarorum (1473)
- Magyar nyelvű históriás ének: Szabács viadala (1476)
- Politikai röplap: Bartholomaeus Gothan: Uan Deme Quaden Thyrane Dracole Wyda (1485 körül)

## Külső hivatkozás
- Képek a korai magyar krónikákból
- A Thuróczy-krónika
- A Szabács viadala az Ómagyar Korpusz ban.

## Szakirodalom
- Kőfalvi Tamás – Makk Ferenc: Forrástani ismeretek történelemből – NT-41283, Nemzeti Tankönyvkiadó, 2007